# Scytognatha
Scytognatha é um gênero de traça pertencente à família Arctiidae.